# Liceenele din Beverly Hills
Liceenele din Beverly Hills (în engleză Clueless) este un film american de comedie romantică din 1995, scris și regizat de Amy Heckerling. A fost produs de Scott Rudin și Robert Lawrence. Inspirat de romanul Emma de Jane Austen, filmul o prezintă pe Alicia Silverstone în rolul lui Cher Horowitz, o tânără bogată și naivă din Beverly Hills, California, care încearcă să-i ofere noii sale prietene, Tai Frasier (interpretată de Brittany Murphy), o schimbare de look.
Liceenele din Beverly Hills a fost filmat în California pe parcursul a 40 de zile. Regizoarea a studiat elevi de liceu din Beverly Hills pentru a înțelege cum vorbeau adolescenții din anii '90, și a învățat de la ei termeni de argou adecvați. Filmul a avut încasări de 56,1 milioane de dolari în Statele Unite. A primit recenzii pozitive din partea criticilor, fiind considerat unul dintre cele mai bune filme pentru adolescenți din toate timpurile. Pelicula a dezvoltat un cult, și are o moștenire continuă, fiind succedată de un sitcom de televiziune derivat și de o serie de cărți.

## Acțiune
Cher Horowitz este o adolescentă elegantă și populară, care locuiește într-un conac din Beverly Hills, împreună cu bogatul ei tată, Mel, un litigant aspru; mama ei a murit în timpul unei liposucții, când Cher era bebeluș. Merge la liceul Bronson Alcott High School, alături de cea mai bună prietenă a sa, Dionne Davenport. Dionne are o relație de lungă durată cu elevul Murray Duvall, deși Cher crede că Dionne ar trebui să se întâlnească cu bărbați mai maturi. Josh, fiul cu conștiință socială al fostei soții a lui Mel, cu care a fost căsătorit doar câteva săptămâni, îi vizitează pe Cher și pe tatăl ei în timpul unei pauze de la facultate. Ea își bate joc de idealismul lui, în timp ce el o tachinează pentru vanitatea și stilul ei de viață superficial.
După ce primește o notă proastă, Cher decide să orchestreze o idilă între două cadre didactice de la școala ei, doamna Geist și neînduplecatul domn Hall, astfel încât acesta să își coboare standardele, și să îi permită lui Cher să renegocieze nota. După ce le vede fericirea regăsită, Cher își dă seama că îi place să facă fapte bune.
Când noua elevă transferată, Tai Frasier, ajunge la școală, Cher decide să facă din aceasta următorul ei proiect, făcându-i o schimbare de look cu ajutorul lui Dionne, și ghidând-o spre încredere de sine și simț al stilului. Cher încearcă să stingă atracția dintre Tai și Travis Birkenstock, un leneș neîndemânatic, și să o îndrepte, în schimb, către Elton, un elev chipeș și popular. Cu toate acestea, Elton nu este interesat de Tai, ci de Cher, încercând să o sărute în mașina lui, după o petrecere. Când Cher îl respinge, el o lasă într-o parcare, iar ea este jefuită sub amenințarea armei. 
Noul elev, Christian Stovitz, atrage atenția lui Cher, și devine ținta ei amoroasă. Când se duce la o petrecere cu el, Josh devine gelos, și decide să îi urmărească. Cher îl invită pe Christian la ea acasă, și încearcă să îl seducă, dar el îi respinge avansurile. Ulterior, Murray le spune lui Cher și Dionne că tânărul este homosexual. În ciuda nereușitei romantice, Cher rămâne prietenă cu Christian datorită admirației pe care o are față de gusturile lui în materie de artă și modă.
Viața privilegiată a lui Cher ia o întorsătură colosală atunci când noua popularitate a lui Tai pune presiune asupra relației lor. Eșuează, de asemenea, în încercarea de a obține permisul de conducere, și se confrută cu realitatea că nu poate cumpăra pe oricine. Când Cher se întoarce acasă într-o stare de depresie, Tai mărturisește că are sentimente pentru Josh, și îi cere ajutorul lui Cher pentru a-l cuceri. Cher îi spune că nu este potrivită pentru Josh, ceea ce duce la o ceartă între cele două fete. Simțindu-se „picată din cer” (clueless), Cher reflectează asupra eșecurilor repetate de a înțelege sau aprecia oamenii din viața ei. După ce se gândește la motivul pentru care este deranjată de interesul romantic al lui Tai pentru Josh, Cher își dă seama în cele din urmă că și ea este îndrăgostită de el.
Ca răspuns la această revelație, Cher începe să facă eforturi pentru a trăi o viață mai utilă, inclusiv prin a fi căpitanul echipei de ajutorare în caz de dezastru a școlii din Pismo Beach. Ea acceptă o invitație din partea lui Travis la un turneu sportiv, unde se împacă cu Tai. În cele din urmă, Cher și Josh își recunosc sentimentele unul față de celălalt, culminând cu un sărut. În cele din urmă, prieteniile ei cu Tai și Dionne se reconsolidează. Ceva mai târziu, domnul Hall și doamna Geist se căsătoresc, iar Cher participă la nuntă împreună cu Josh, Dionne, Murray, precum și cu Tai și Travis (care au început să se întâlnească). Cher prinde buchetul de nuntă, iar ea și Josh se îmbrățișează și se sărută.

## Distribuție
- Alicia Silverstone ca Cher Horowitz
- Stacey Dash ca Dionne Davenport
- Brittany Murphy ca Tai Frasier
- Paul Rudd ca Josh Lucas
- Justin Walker ca Christian Stovitz
- Donald Faison ca Murray Duvall
- Elisa Donovan ca Amber Mariens
- Breckin Meyer ca Travis Birkenstock
- Jeremy Sisto ca Elton Tiscia
- Dan Hedaya ca Melvin Horowitz, tatăl lui Cher
- Wallace Shawn ca Wendell Hall, profesorul de dezbateri
- Twink Caplan ca Toby Geist, profesoara coordonatoare a lui Cher
- Julie Brown ca Millie Stoeger, profesoara de educație fizică

## Producție

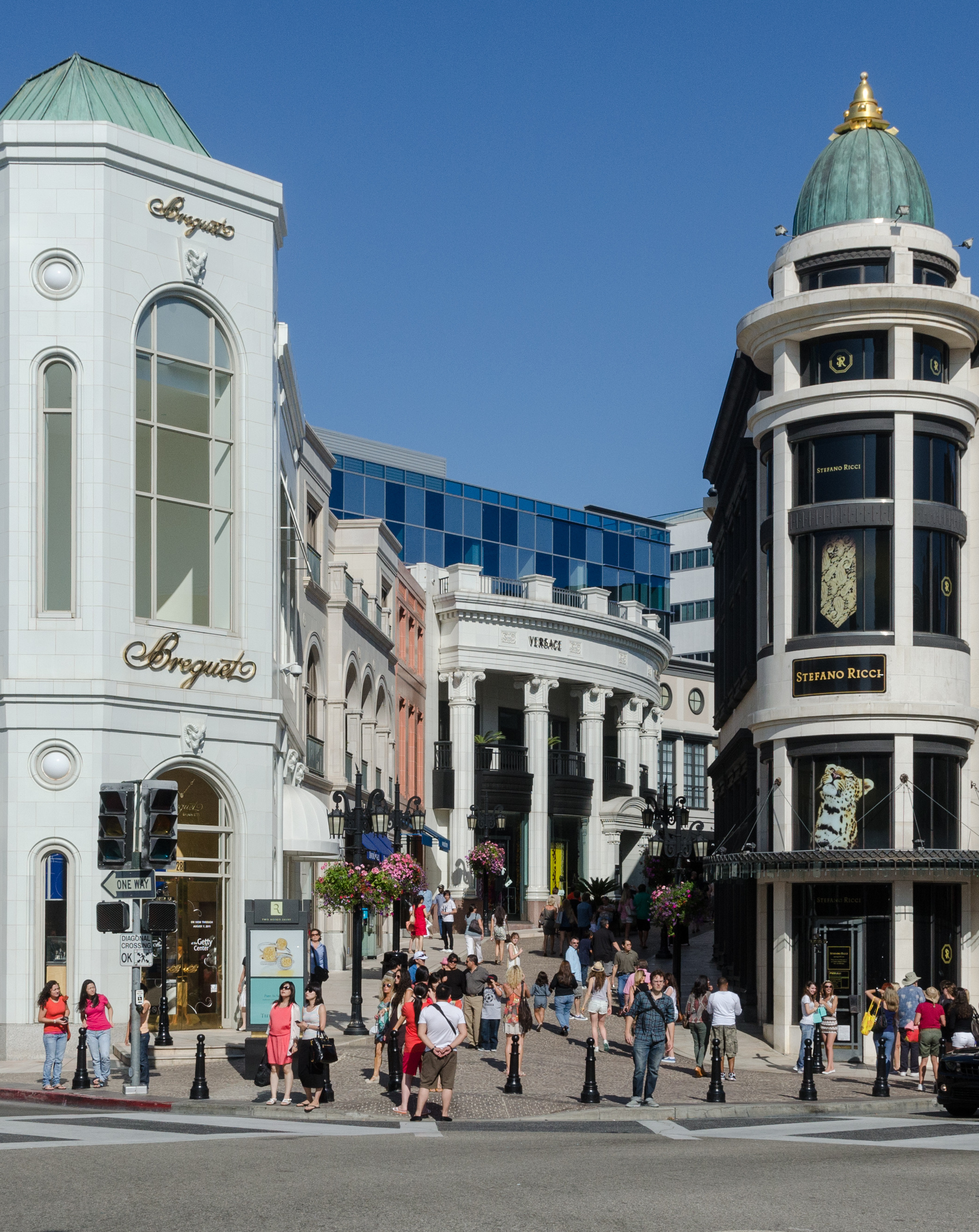
Obiective turistice din Beverly Hills folosite în film

Ideea pentru Clueless a pornit ca un pilot de televiziune în 1993. Scenarista și regizoarea Amy Heckerling a declarat: „Twentieth Century Fox a spus că vrea un serial despre adolescenți - dar nu despre tocilari. Au vrut să fie despre copiii cool. Cel mai de succes personaj din tot ceea ce am făcut vreodată a fost Jeff Spicoli în Fast Times at Ridgemont High. Oamenii cred că asta se datorează faptului că era drogat și surfer. Dar nu e așa. Ci pentru că era pozitiv. Așa că m-am gândit să creez un personaj care să fie pozitiv și fericit. Și asta a fost Cher”. Heckerling, după ce a citit romanul Emma de Jane Austen în facultate și a iubit pozitivitatea protagonistei, a decis să scrie scenariul în jurul unui personaj asemănător.
Heckerling a văzut-o pentru prima dată pe Alicia Silverstone în videoclipul Aerosmith pentru piesa „Cryin'”, și a păstrat-o în minte pentru rolul lui Cher. Când filmul era încă în dezvoltare la Fox, directorii i le-au sugerat pe Alicia Witt, Keri Russell, Gwyneth Paltrow și Angelina Jolie pentru acest rol. Heckerling s-a întâlnit cu Reese Witherspoon, care avea deja câteva roluri de film la activ. Deși Silverstone nu avea ca film anterior decât thrillerul The Crush, studioul nu a făcut presiuni asupra lui Heckerling pentru a alege mari vedete, iar Silverstone a câștigat în cele din urmă rolul lui Cher. Ben Affleck și Zach Braff au dat audiții pentru rolul lui Josh. Lui Sarah Michelle Gellar i s-a oferit rolul lui Amber Mariens, dar l-a refuzat din cauza angajamentelor sale pentru serialul All My Children.
Filmările principale pentru Liceenele din Beverly Hills au început pe 21 noiembrie 1994, și au constat într-un program de filmare de 40 de zile. Brittany Murphy, care avea 17 ani la acea vreme, a avut nevoie de prezența unui părinte sau tutore în timpul filmărilor.

## Recepție
Filmul a fost bine primit de critici. Pe site-ul de recenzii Rotten Tomatoes, filmul are un rating de 81%, pe baza evaluărilor primite de la 120 de critici, cu o medie de 6,8/10. Consensul criticilor de pe site-ul web spune: „O remodelare amuzantă și inteligentă a Emmei, Liceenele din Beverly Hills prezintă o satiră fină, care ia peste picior filmele pentru adolescenți, dar și sclifosiții din Beverly Hills”.  Pe Metacritic, filmul are un rating de 68 din 100 pe baza a 18 recenzii, ceea ce indică „recenzii în general favorabile”.
Roger Ebert de la Chicago Sun-Times a acordat filmului trei stele și jumătate din patru. Janet Maslin de la The New York Times a notat: „Chiar dacă Liceenele din Beverly Hills rămâne fără combustibil înainte de a se termina, cea mai mare parte a filmului este la fel de atrăgătoare și veselă ca și vedeta sa”. Peter Travers de la Rolling Stone a pus filmul în contrast cu un proiect mai orientat spre adulți lansat cam în aceeași perioadă, Kids, afirmând: „Materialismul din Liceenele din Beverly Hills este aproape la fel de înfricoșător ca lipsa de speranță din Kids”, dar a concluzionat că este „o distracție pe cinste [și] Silverstone este o învingătoare”.

## Coloană sonoră
| Clueless: Original Motion Picture Soundtrack |                                                 |         |  |
| Nr.                                          | Titlu                                           | Lungime |  |
| 1.                                           | „Kids in America” (The Muffs)                   | 3:24    |  |
| 2.                                           | „Shake Some Action” (Cracker)                   | 4:25    |  |
| 3.                                           | „The Ghost in You” (Counting Crows)             | 3:30    |  |
| 4.                                           | „Here (Squirmel Mix)” (Luscious Jackson)        | 3:33    |  |
| 5.                                           | „All the Young Dudes” (World Party)             | 4:00    |  |
| 6.                                           | „Fake Plastic Trees (acustic)” (Radiohead)      | 4:45    |  |
| 7.                                           | „Change” (Lightning Seeds)                      | 4:01    |  |
| 8.                                           | „Need You Around” (Smoking Popes)               | 3:42    |  |
| 9.                                           | „Mullet Head” (Beastie Boys)                    | 2:53    |  |
| 10.                                          | „Where'd You Go?” (The Mighty Mighty Bosstones) | 3:16    |  |
| 11.                                          | „Rollin' with My Homies” (Coolio)               | 4:06    |  |
| 12.                                          | „Alright” (Supergrass)                          | 3:01    |  |
| 13.                                          | „My Forgotten Favorite” (Velocity Girl)         | 3:49    |  |
| 14.                                          | „Supermodel” (Jill Sobule)                      | 3:07    |  |
| Lungime totală:                              | Lungime totală:                                 | 51:26   |  |